# Ремі Белло
Ремі Белло (фр. Remy Belleau; 1533, Ножан-ле-Ротру, поблизу Шартра — 6 березня 1577, Париж) — французький поет. Близький друг П'єра Ронсара, член об'єднання «Плеяда».

## Біографія
Відомості щодо дитячих років Белло відсутні; цілком імовірно Ремі Белло походив з небагатої родини. Навчався в паризькому коледжі Бонкур разом з Етьєном Жоделем і Жаном де ла Тай. Як актор зіграв в постановці трагедії Жоделя «Полонена Клеопатра» (1553). 
У характерних для Ронсара і його друзів розгульних розвагах Белло незмінно виявляв стриманість.
У 1556-1557 роках перебував у складі кавалерії Рене Лотаринзького (племінника герцога Франциска де Гіза і кардинала Карла Лотарингського), маркіза д'Ельбефа в Італії. 
У 1563-1566 роках на прохання маркіза служив наставником його сина Шарля в замку Жуанвіль (на кордоні Шампані та Лотарингії). Якийсь час підтримував кальвіністів, але потім, за наполяганням Ронсара, встав на сторону де Гізів і написав в 1563 році різку віршовану інвективу проти гугенотів.

## Творчість
У 1555 році Белло взяв участь у перекладі французькою мовою латиномовного трактату Петра Рамуса «Діалектика». Перший самостійний твір Белло - переклад "Од" Анакреонта (1556) — був представлений публіці Ронсар. Белло є автором гімнів, од, пасторальної пісні "На смерть Жоашена Дюбелле" (La mort de Joachim Du Bellay, 1560), коментарів до другої книги "Любовних віршів" Ронсара. Для манери Белло характерні легкий ліризм, інтерес до дрібних тем та сюжетів, вишукана обробка вірша. П'ятиактна комедія «Дізнана» (La Reconnue, 1563, опубл. 1578) жодного разу не ставилася; в ній Белло черпає з Плавта та італійської вченої комедії Відродження, особливо з Кліції Нікколо Маккіавеллі.

### "Пасторальна поема"
Найбільш відомий твір. Написана під впливом «Аркадії» Якопо Саннадзаро і поєднує поетичні та прозові фрагменти «Пасторальна поема» (Bergerie, 1565). Друге видання (1572) розділене на дві частини — "Дні" (Journees). До книги увійшли як нові вірші, так і ряд написаних раніше Белло творів — оди, гімни, ідилії, сонети, зразки екфрасісу (описи творів мистецтва із замку Жуанвіль). Поема насичена міфологічними мотивами, які поєднуються у Белло зі старозавітними образами. Серед літературних джерел книги — твори Есхіла, Феокрита, Мосха, Лонга, Вергілія, Горація, Тибулла, Овідія, а також неолатинських поетів Відродження (Іоан Секунд). З включених у книгу віршів найбільшої популярності здобув «Квітень», «написаний у вигляді вілланели».

### «Кохання та нові перетворення дорогоцінного каміння»
Поетичний цикл «Любов і нові перетворення дорогоцінного каміння» (Les amours et nouveaux eschanges des pierres précieuses, 1576) відкривається прозовим Міркуванням, де містяться загальні відомості про дорогоцінні камені та їх природні властивості. До першого видання автор включив двадцять один вірш; у посмертному виданні 1578 до них додалися ще тридцять. Книжка заснована на тому ж принципі жанрового та стилістичного калейдоскопа, що й «Пасторальна поема». Белло ґрунтується на численних наукових творах про камені: «Природній Історії» Плінія Старшого, «Полігісторі» Соліна, «Етимологіях» Ісидора Севільського, середньовічних лапідаріях, творах Джироламо Кардано та ін. При цьому його книга відрізняється виразною образністю. Белло не прагне зловживати технічною термінологією, урізноманітнює інтонації, метрику та ритми.

### Повне зібрання творів
, Œuvres complètes de Rémy Belleau, Kraus reprint, Nendeln (Liechtenstein), 19??
Œuvres complètes de Rémy Belleau, T. 1 disponible на сайті електронної бібліотеки Gallica
Œuvres complètes de Rémy Belleau, T. 2 disponible на сайті електронної бібліотеки Gallica
Œuvres complètes de Rémy Belleau, T. 3 disponible на сайті електронної бібліотеки Gallica
1. ↑  Deutsche Nationalbibliothek Record #118658042 // Gemeinsame Normdatei — 2012—2016.
2. 1 2  Bibliothèque nationale de France BNF: платформа відкритих даних — 2011.
3. ↑  https://www.bartleby.com/library/bios/index2.html
4. ↑  Чеська національна авторитетна база даних